# Émeutes Hep-Hep

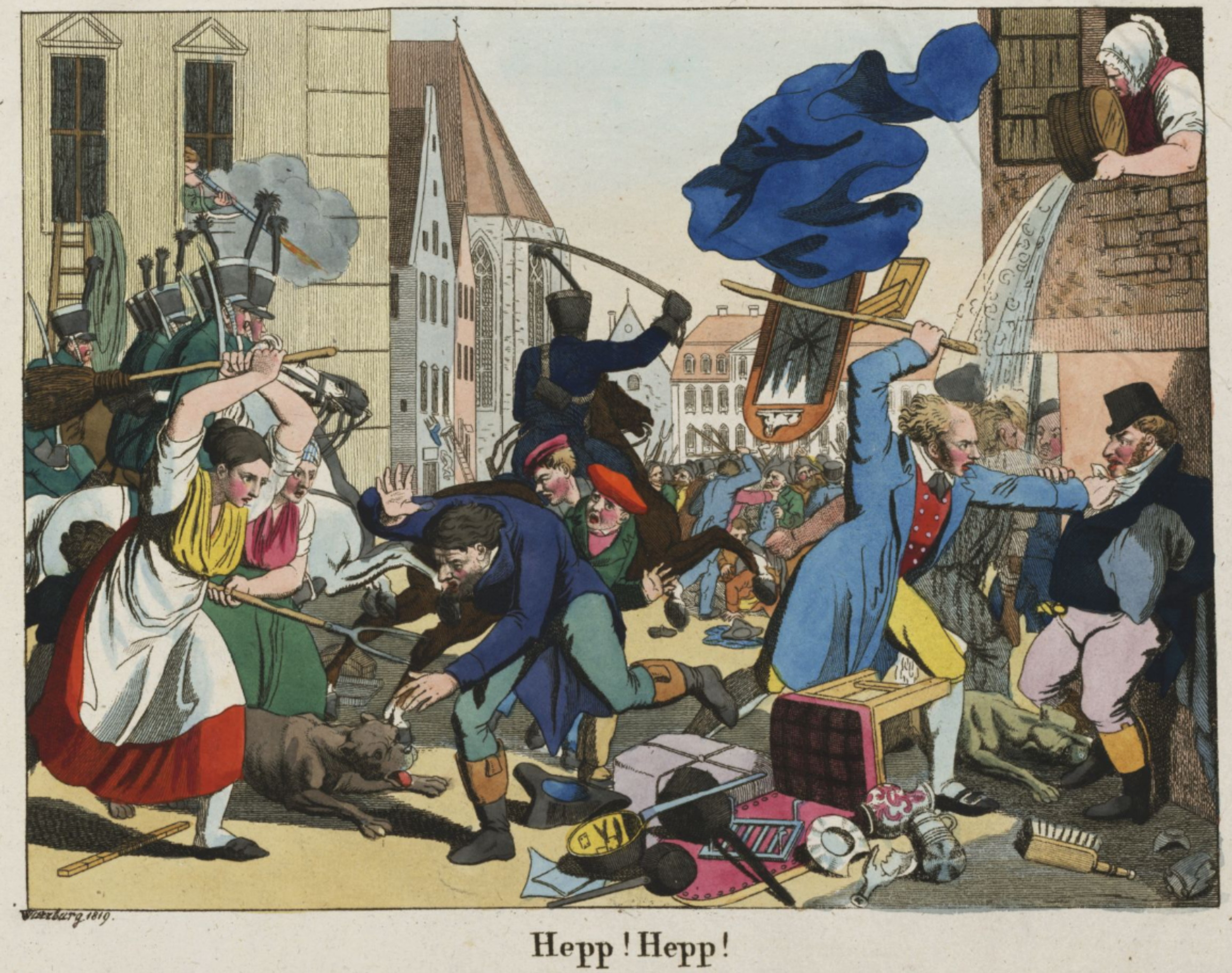
Émeutes à Wurtzbourg. À gauche, deux paysannes attaquent un Juif avec une fourche et un balai. À droite, un homme à lunettes, queue de pie et gilet à six boutons, peut-être un pharmacien ou un maître d'école, tient un autre Juif par la gorge et le frappe avec un bâton de bois. _{Une gravure d'époque par Johann Michael Voltz.}.

Les émeutes Hep-Hep sont des pogroms du début du XIXe siècle contre les Juifs allemands. Les violences antisémites débutent le 2 août 1819 à Wurzbourg et s'étendent rapidement jusqu'à des régions assez lointaines comme le Danemark, la Pologne, la Lettonie et le royaume de Bohême.De nombreux juifs ont été blessés, et beaucoup de propriétés et biens juifs sont détruits.

## Contexte historique
Pendant des siècles, les Juifs vécurent dans les pays d'Europe centrale en tant que non-citoyens ou sous-citoyens de ces pays. Influencés par la Haskala (mouvement juif inspiré par les philosophes du siècle des Lumières), ainsi que par la Révolution française avec sa Déclaration des droits de l'homme et du citoyen et la loi du 28 septembre 1791 faisant des juifs français des citoyens à part entière, de nombreux Juifs ainsi que des activistes des droits civiques demandent la citoyenneté et l'égalité devant la loi. Au fur et à mesure de leur émancipation, les Juifs allemands deviennent des concurrents sérieux du point de vue commercial et économique pour les corporations chrétiennes.   
À l'époque des émeutes, la Confédération germanique, issue du congrès de Vienne, est formée de 36 États indépendants et d'un certain nombre de villes libres. Le statut des Juifs varie d'un État à l'autre : certains ont révoqué les édits d'émancipation de l'époque napoléonienne, d'autres les ont conservés mais les ignorent en pratique. Dans la plupart des territoires, les Juifs n'ont pas le droit d'accéder à des postes dans l'administration, dans l'armée, ni de professer dans les écoles ou les universités.
L'écrivain et historien Amos Elon (en) écrit en 2002 dans son livre sur l'histoire des Juifs en Allemagne de 1743 à 1933 (The Pity of It All: A History of the Jews in Germany, 1743-1933) :
« Dans certains États, des tentatives furent faites pour renvoyer les Juifs à leur ancien statut médiéval. La ville libre de Francfort rétablit une partie des statuts médiévaux qui restreignaient les droits des Juifs. Comme en 1616, seuls douze couples juifs étaient autorisés à se marier chaque année. Les 400 000  florins que la communauté juive avait payés en 1811 au gouvernement de la ville pour son émancipation étaient déclarés caducs. En Rhénanie, qui était revenue sous contrôle prussien, les Juifs perdirent leurs droits de citoyen qui leur avaient été accordés par les Français, et ne pouvaient plus exercer certaines professions. Le peu qui avait été admis dans l'administration avant la guerre fut sommairement congédiés. »
Les représentants juifs demandèrent formellement leur émancipation au congrès de Vienne (1815), mais tant les universitaires que le monde politique ensemble répondirent par une fin de non-recevoir sarcastique. Les Juifs furent dépeints au public comme des « parvenus » qui essayent de prendre le contrôle de l'économie, et plus particulièrement du secteur financier. Les publications antisémites étaient courantes dans la presse allemande de l'époque,.

## Origine du nom
« Hep-Hep » était le cri de ralliement désobligeant des émeutiers. Les sources varient sur son étymologie et donnent soit un acronyme de l'expression latine : « Hierosolyma est perdita » (« Jérusalem est perdue »), un des cris de guerre des croisés,,, ou un dérivé du cri traditionnel de rassemblement des troupeaux des bergers allemands,.

## Hostilités
À Wurzbourg, en Bavière, les troupes du roi sont appelées en renfort pour éviter un massacre. La population juive quitte la ville et passe plusieurs jours sous des tentes dans les environs. Les émeutes se propagent alors à tous les villages et villes de Bavière, puis  Bamberg, Bayreuth, atteignent le grand-duché de Hesse à Darmstadt, puis le grand-duché de Bade à Karlsruhe, Mannheim, et la ville-libre de Francfort, ainsi qu'en Prusse rhénane, à Coblence, à Cologne et les autres villes le long du Rhin et jusqu'au nord de l'Allemagne : les villes-libres de Brême, de Hambourg, et de Lübeck.
Dans certaines villes, la police apparaît trop tard ou se tient inactive pendant que la foule se déchaîne dans les rues. Dans les villes ou la milice arrive rapidement, les émeutes se calment relativement vite. À Heidelberg, ville universitaire, la police tarde à intervenir, mais deux professeurs libéraux accompagnés de leurs étudiants s'interposent et évitent un pogrom sanglant. Ils refrènent les responsables et arrêtent même des citoyens. Heidelberg est une exception, car dans la plupart des villes, les habitants sont restés passifs.
Dans certaines villes au contraire, des membres de la bourgeoisie, des étudiants et même des professeurs d'université sont parmi les instigateurs. Ludwig Robert (en), un auteur dramatique d'origine juive, mais converti au christianisme donne un témoignage oculaire des émeutes :  
« .. Je marchais vers la Waldhorngasse. J'aperçus alors le commandant de la ville, le général Bruckner, sur son cheval, et comme il y avait encore des cris sporadiques, il ordonna à sa patrouille : « Laissons ces bâtards s'époumoner, s'ils le désirent, mais à la minute où ils font quelque chose d'idiot, nous devons intervenir ! » Tout le monde dans la ville était à sa fenêtre ouverte, et comme je revenais chez moi, je m'approchais des immeubles afin d'entendre ce qui se disait et connaître ainsi l'ambiance.
Les enfants jouaient devant les pas de porte, riant et ricanant ; ils parlaient des événements du jour avec un intérêt enfantin. Mais aucun homme ni aucune femme les ne les réprimandait ou même engageaient avec eux une discussion sérieuse. Et aucun prêtre n'était visible, même si d'après mon opinion personnelle, c'était vraiment l'endroit où ils devaient se trouver, comme maîtres d'une religion qui tient l'amour en si grande estime.
Comme les gens sont corrompus et comme leur sens de la justice et du droit, sans même mentionner l'amour de l'humanité est inadéquat. Il est clair d'après les faits qu'il n'y a eu aucune indignation exprimée concernant ces évènements, même dans les journaux officiels… Les gens de la ville étaient en colère contre Bruckner pour avoir fermé les tavernes dès le début, et ils menaçaient de le faire tomber de cheval. »
Après trois jours de pogrom à Karlsruhe, l'infanterie fut appelée et des canons déployés dans les rues. Le grand duc de Bade manifesta sa solidarité avec les Juifs de sa capitale en s'installant chez un Juif important de Karlsruhe. Après ce geste, le calme se rétablit.

## Effets et réactions
Les émeutes intensifièrent les tensions déjà existantes entre juifs et chrétiens allemands, et accentuèrent aussi les dissensions et les analyses à l'intérieur de la communauté juive allemande.   
De nombreux partisans de l'émancipation croyaient que pour être traités en égal, les Juifs allemands devaient devenir complètement « Allemands », et les tentatives pour essayer de s'assimiler et de s'intégrer dans la société allemande séculaire augmentèrent à la suite des hostilités. 
Une autre direction était offerte par le mouvement Wissenschaft des Judentums. Des groupes tels que Verein für Cultur und Wissenschaft der Juden (Association pour la Culture et la Science des Juifs) essayèrent de créer une culture séculaire juive à égalité avec la culture européenne de l'Ouest. Fondé vers 1819 par Eduard Gans, Heinrich Heine, Leopold Zunz et Michael Beer, c'était une tentative pour fournir une structure où les Juifs en tant que peuple avec leurs propres droits, pourraient valider leurs traditions culturelles séculaires sur un pied d'égalité avec le peuple allemand.  
Concernant les réactions juives, Elon note : 
« Les réactions juives aux émeutes ont été remarquablement modérées. De nombreux Juifs étaient soit trop effrayés, soit avaient trop confiance dans les lois. Le détachement et le manque d'identification personnelle avec les victimes de la part de la classe moyenne supérieure juive est une indication que l'élite juive intellectuelle et riche et souvent convertie, tournait le dos aux pauvres et à la petite bourgeoisie. Le magazine juif familial Sulamith ne mentionne pas du tous les émeutes. »
Rahel Varnhagen, une autre juive convertie au christianisme écrivait à son frère :  
« Je suis infiniment triste pour les Juifs, d'une façon que je n'ai jamais ressentie auparavant… Que doit faire ce groupe de gens, chassés de leurs maisons ? Ils veulent les garder seulement pour se mépriser et se torturer de plus belle… Je connais mon pays. Malheureusement. Durant les trois dernières années, j'ai annoncé que les Juifs seront attaqués. J'ai été témoin. La cire allemande bout d'indignation, et pourquoi ? Car ce sont les gens les plus civilisés, aimant la paix et obéissants. Leur nouvel amour hypocrite pour le christianisme (que Dieu pardonne mon péché) et le Moyen Âge, avec sa poésie, son art, ses atrocités, incite les gens à commettre la seule atrocité dont ils sont encore capables : attaquer les Juifs ! … Leur haine ne freine pas leur zèle religieux : comment peuvent-ils haïr une autre foi quand ils n'aiment même pas la leur? »

### Lecture complémentaire
- (en) Helmut Walser Smith, The Butcher's Tale: Murder and Anti-Semitism in a German Town.
- (fr) Helmut Walser Smith & Richard Crevier, La Rumeur de Konitz : Une affaire d'antisémitisme dans l'Allemagne 1900.